# My Brave Face
「My Brave Face」は、1999年12月1日にビクターエンタテインメントから発売されたCymbalsのサード・シングルである。

## 解説
ジャケットはキンクスのアルバム『Face to Face』のパロディとなっている。

## 収録曲
1. My Brave Face
作詞・作曲・編曲：沖井礼二
インディーズ時代のアルバム『Missile & Chocolate』に収録されていたシャッフルビートのパーティー・ヴァージョンを沖井礼二曰く「本来のヴァージョン」としてレコーディングしたものである。タイトルはポール・マッカートニーの同名曲からの引用。
2. Situation Vacant
作詞・作曲：レイ・デイヴィス、編曲：沖井礼二
キンクスのアルバム『Something Else by the Kinks』収録曲のカヴァーであり、ライブではアンコールでの定番曲であった。
3. December's Children
作詞・作曲・編曲：沖井礼二
タイトルはローリング・ストーンズのアルバム『December's Children (And Everybody's)』からの引用。